# Alicia Freilich
Alicia Freilich (sinh ngày 15 tháng 3 năm 1939) là một nhà văn, tiểu thuyết gia, nhà báo và nhà giáo dục người Venezuela.

## Tuổi thơ
Sinh ra ở Caracas, Alicia Freilich là con gái lớn nhất trong ba cô gái sinh ra ở Máimumo Freilich và Rebeca (nhũ danh Warszawska) Freilich, người nhập cư gốc Ba Lan gốc Do Thái. Bà lớn lên trong một gia đình Do Thái và theo học tại Đại học Trung tâm Venezuela, nơi bà nhận bằng cử nhân văn học năm 1960.

## Sự nghiệp chuyên nghiệp
Freilich bắt đầu sự nghiệp báo chí của mình tại El Nacional vào năm 1969, làm việc từ đó trên một chuyên mục về văn học và báo cáo chính trị, tập trung vào các vấn đề trẻ em và gia đình, trong số các môn học khác. Bà hướng đến những câu chuyện kể về những cuộc đấu tranh trong đời thực của những người bình thường, với những bài viết cá nhân đã giành được giải thưởng viết truyện quốc gia và danh hiệu quốc tế. Ở giữa, bà làm việc dưới sự chỉ đạo của Arturo Uslar Pietri (1969-1978) và Ramón J. Velásquez (1982-2002).
Freilich cũng đã xuất bản bài báo tự do ở El Universal (1979-1981), Tal Cual (2006-2009), và Fundación Bigott (2005-2007). Bên cạnh đó, sự quan tâm của mình trong giới truyền thông dự vào khí quyển truyền hình, khi bà đã tổ chức một chương trình trách văn hóa tại Televisora Nacional từ năm 1970 thông qua năm 1971. Không lâu sau đó, bà đã viết một kịch bản dựa trên cuốn tiểu thuyết La Rebelión, xuất bản vào năm 1946 bởi tác giả Rómulo Gallegos, được phát sóng bởi Đài phát thanh Caracas Televisión vào năm 1972.
Là một nhà giáo dục tích cực trong hơn bốn thập kỷ, Freilich đã có khả năng cung cấp hướng dẫn ở nhiều cấp độ khác nhau trong ngành học từ tiểu học đến đại học, cả về giáo dục tư nhân và công cộng.
Tập trung vào sự đa dạng trong trí tưởng tượng sáng tạo của mình, Freilich đã viết Triálogo (1973), trong đó bà so sánh các chủ đề và chủ đề lịch sử, như Shylock của Shakespeare và hậu quả khủng khiếp của một huyền thoại; dấu vết tương đồng giữa cuộc đời của Isaac Babel và những người lưu vong Nga khác, chẳng hạn như Boris Pasternak và Aleksandr Solzhenitsyn; kết hợp Shalom aleichem với sự hài hước của người Do Thái, và nghiên cứu của các nhà văn người Ý Giorgio Bassani và Natalia Ginzburg.
Thông qua bài tiểu luận Cuarta Dimensión (1975), bà chỉ ra cách nhà phê bình phải hiểu và khiến họ hiểu cuốn sách mà bà đã đọc, như bạn có thể đọc các nhà văn. Và đó là - đơn giản và đẹp - nhiệm vụ mà tác giả thực hiện. Tác phẩm nổi tiếng nhất của bà là Cláper (1987), một cuốn tiểu thuyết cho thấy ý thức sâu sắc hơn về bản sắc và gia đình trong một hành trình tâm linh và thể xác của một người Do Thái đến Mỹ vào đầu thế kỷ XX, bắt đầu ở Ba Lan và bao gồm các điểm dừng ở Paris, Cuba và Hoa Kỳ trước khi hạ cánh ở Venezuela. Qua nhiều năm, cuốn tiểu thuyết này đã có sáu phiên bản, năm bản tiếng Tây Ban Nha và một bản bằng tiếng Anh.
Ngoài ra, cuốn sách La Venedemocracia (1978) của bà là một bản tóm tắt các cuộc phỏng vấn với một số nhân vật chính trị có liên quan của lịch sử đương đại Venezuela và phân tích của họ, bao gồm các cựu tổng thống Rómulo Betancourt và Rafael Caldera cũng như Gonzalo Barrios, Luis Beltrán Prieto, Pompeyo Márquez, Jóvito Villalba, trong số những người khác. Ba mươi năm sau, nó đã được phát hành lại lần thứ ba (2008). Bà cũng đã viết hai tiểu sử về các nhạc sĩ nổi tiếng là Ilan Chester (2004) và Aldemaro Romero (2008).

## Cuộc sống riêng tư
Freilich có hai chị em, Miriam (sinh năm 1943) và Perla (năm 1945-1972). Bà đã kết hôn với Jaime Segal, một nhà thần kinh học, vào năm 1962 và được biết đến với cái tên Alicia Freilich de Segal cho đến khi họ ly hôn vào năm 1998. Họ có hai con trai, Ernesto và Ariel.
Hiện tại, Freilich là một nhà tư vấn giáo dục và học tập độc lập, làm việc tại các cơ sở giáo dục ở Venezuela. Bên cạnh đó, bà còn đưa ra ý kiến của mình về nghệ thuật, phim ảnh, văn học, âm nhạc và chính trị trong blog Ideas de Babel.

## Tác phẩm được chọn
Sách
- Cuarta Dimensión [6]
- En clave sexymental: Aldemaro Romero a medio siglo creativo [7]
- Entrevistados en carne y hueso [8]
- Ilan Chester es verdad [9]
- La Venedemocracia [10]
- Legítima defensa [11]
- Triálogo, Notas de crítica khẩn cấp [12]

Tiểu thuyết
- Cláper [13][14]
- Colombiaina Descubierta [15]
- Vieja Verde (Traducida al Inglés) [16]